# Daviscupový tým Kazachstánu
Daviscupový tým Kazachstánu reprezentuje Kazachstán v Davisově poháru od roku 1995 pod vedením národního tenisového svazu.

## Historie
Družstvo hraje Davisův pohár od roku 1995. Před rozpadem Sovětského svazu v roce 1991 reprezentovali tenisté tento stát.
V dosavadním průběhu soutěže družstvo poprvé postoupilo do Světové skupiny v roce 2011, když předtím v baráži porazilo Švýcarsko.
V 1. kole světové skupiny 2011 porazilo čtvrtou nasazenou Českou republiku 3:2, čímž si v elitní skupině zajistilo účast i pro rok 2012, ale následně vypadli po porážce 0:5 s Argentinou.
V roce 2012 vypadl hned v 1. kole po porážce se silným Španělskem 0:5 a musel do baráže, kde se utkal s Uzbekistánem, se kterým celkem snadno vyhrál 3:1 a udržel se ve světové skupině pro rok 2013.
V roce 2013 postoupil Kazachstán přes Rakousko do čtvrtfinále, kde se utkal s druhou nasazenou Českou republikou a prohrál s ní 1:3.

## Chronologie výsledků

### 2019–2029
| Rok  | úroveň                            | datum              | místo                       | povrch    | soupeř         | skóre | výsledek |
| ---- | --------------------------------- | ------------------ | --------------------------- | --------- | -------------- | ----- | -------- |
| 2019 | Kvalifikační kolo                 | 1.–2. února        | Astana, Kazachstán          | tvrdý (h) | Portugalsko    | 3–1   | výhra    |
| 2019 | Finálový turnaj, základní skupina | 19. listopadu      | Madrid, Španělsko           | tvrdý (h) | Nizozemsko     | 2–1   | výhra    |
| 2019 | Finálový turnaj, základní skupina | 21. listopadu      | Madrid, Španělsko           | tvrdý (h) | Velká Británie | 1–2   | prohra   |
| 2021 | Kvalifikační kolo                 | 6.–7. března 2020  | Nur-Sultan, Kazachstán      | tvrdý (h) | Nizozemsko     | 3–1   | výhra    |
| 2021 | Finálový turnaj, základní skupina | 27. listopadu 2021 | Madrid, Španělsko           | tvrdý (h) | Švédsko        | 2–1   | výhra    |
| 2021 | Finálový turnaj, základní skupina | 28. listopadu 2021 | Madrid, Španělsko           | tvrdý (h) | Kanada         | 3–0   | výhra    |
| 2021 | Finálový turnaj, čtvrtfinále      | 1. prosince 2021   | Madrid, Španělsko           | tvrdý (h) | Srbsko         | 1–2   | prohra   |
| 2021 | Kvalifikační kolo                 | 4.–5. března       | Oslo, Norsko                | tvrdý (h) | Norsko         | 3–1   | výhra    |
| 2021 | Finálový turnaj, základní skupina | 13. září           | Glasgow, Spojené království | tvrdý (h) | Nizozemsko     | 1–2   | prohra   |
| 2021 | Finálový turnaj, základní skupina | 15. září           | Glasgow, Spojené království | tvrdý (h) | Spojené státy  | 1–2   | prohra   |
| 2021 | Finálový turnaj, základní skupina | 18. září           | Glasgow, Spojené království | tvrdý (h) | Velká Británie | 1–2   | prohra   |

## Tým
- Andrej Golubjev
- Jevgenij Koroljov
- Michail Kukuškin
- Jurij Ščukin

### Související článek
- Davis Cup